# Phrynium kaniense
Phrynium kaniense är en strimbladsväxtart som beskrevs av Ludwig Eduard Loesener och Georg Martin Schulze. Phrynium kaniense ingår i släktet Phrynium och familjen strimbladsväxter. Inga underarter finns listade.